# Cobar Airport
Cobar Airport är en flygplats i Australien. Den ligger i kommunen Cobar och delstaten New South Wales, i den sydöstra delen av landet, omkring 570 kilometer nordväst om delstatshuvudstaden Sydney.
Trakten runt Cobar Airport är nära nog obefolkad, med mindre än två invånare per kvadratkilometer.. Närmaste större samhälle är Cobar, nära Cobar Airport.
Omgivningarna runt Cobar Airport är i huvudsak ett öppet busklandskap. Genomsnittlig årsnederbörd är 384 millimeter. Den regnigaste månaden är februari, med i genomsnitt 78 mm nederbörd, och den torraste är oktober, med 2 mm nederbörd.